# 윌리엄 H. 크로퍼드
윌리엄 해리스 크로퍼드(William Harris Crawford, 1772년 2월 24일 - 1834년 9월 15일)는 미국의 정치인이다. 1815년에서 1816년까지 미국 육군 장관을 역임했고, 1816년에서 1825년까지 미국 재무장관을 맡았다. 또한 1824년 미국 대통령 선거에서 민주공화당의 대통령 후보로 출마했다.

## 생애

### 초기
1772년, 크로퍼드는 버지니아주 넬슨 카운티에서 탄생했다. 1779년, 크로퍼드는 가족과 함께 사우스캐롤라이나주 에지 필드로 이사를 간 후 1783년에 조지아주 컬럼비아 카운티로 이주했다. 크로퍼드는 사립학교에서 고전을 배운 후, 같은 주 오거스타의 리치몬드 아카데미에서 법학을 배웠다. 그 후 10년 정도 농업과 교직에 종사하면서 법률을 공부하였고, 1799년에 조지아주 렉싱턴에서 변호사를 개업했다.

### 상하원 의원
1803년, 크로퍼드는 민주공화당 당원으로 조지아주 하원 의원으로 선출되었다. 그 후 1807년에는 조지아 의회가 미국 상원 의원의 결원 보충을 위해 크로퍼드를 선임했다. 곧 크로퍼드는 명성 높은 유력한 상원 의원이 되었고, 1811년에는 상원 임시 의장으로 선임되었다. 크로퍼드는 상원 의회에서 제일미국은행의 기한 연장을 촉구하는 보수적인 국가 재정을 주장하는 인물로 주목을 받았다.
1812년, 크로퍼드의 능력을 평가한 제임스 매디슨 대통령은 크로퍼드를 주프랑스 공사로 임명하고 제1 제정 프랑스로 파견했다. 크로퍼드는 같은 해에 발발한 미영 전쟁의 해결을 위해 파견된 공사로 외국과의 교섭을 맡았고 종전 후 1815년까지 그 직을 맡았다.

### 정부 장관
매디슨 대통령은 크로퍼드가 귀국을 하자 크로퍼드를 육군 장관에 임명했다. 크로퍼드는 1년의 짧은 기간동안 육군 장관으로 재직했지만, 충분한 성과를 거뒀다. 1816년에는 민주공화당 대통령 후보로 이름이 거론되었지만, 크로퍼드는 관심을 보이지 않고 거절했다. 그후 크로퍼드는 육군 장관에서 재무 장관에 전임을 요청했다.
크로퍼드는 미영 전쟁으로 인해 발생한 재정 적자 회복을 모색하는 가운데 재무 장관에 취임했다. 크로퍼드는 미국의 세입 세출을 조직화하는 것을 목표로 정하고, 연방 정부의 모든 부처의 재정 상황을 안정시키기 위해 1817년에 재무부 개편 법안을 제출했다. 또한 전임 알렉산더 댈러스로부터 제2미국은행 설립을 계승하였고, 1817년 1월에 본점을 필라델피아에 설치하여 영업을 시작했다. 그리고 같은 해 10월까지 국내 19 곳의 주요 상업 도시에 지점을 설치하기로 결정하였다.
크로퍼드는 또한 주법은행에 대해 통화 지불 재개 요청을 전임 장관인 댈러스에 이어 시행하였다. 그러나 주법 은행은 제2미국은행의 지원없이 재개는 불가능하다고 주장했기 때문에 크로퍼드는 이 문제의 해결을 제2미국은행의 손에 맡기기로 결정했다. 제2미국은행은 1819년 불황 이후 재정 수입의 확보, 통화 안정, 인플레이션 억제 등 성과를 올리고, 크로퍼드의 명성을 드높였다.

### 대선 후보
1824년 2월, 크로퍼드는 다시 민주공화당 대통령 후보로 이름이 거론되었지만, 전년에 발병한 뇌졸중의 영향으로 상태가 악화되었기 때문에, 크로퍼드는 그 자리를 스스로 물러날 것을 표명했다. 그런데 그 후 민주공화당은 서부 노동자 계층을 중심으로 하는 새로운 세력과 남부의 부유층을 중심으로 한 구세력 간의 대립이 격화되어 민주공화당은 내부 분열을 일으켰다. 그리고 분열주의자 중 하나가 대통령 후보로 다시 크로퍼드의 이름을 꼽았다. 크로퍼드는 자신의 건강이 회복되는 듯하자 이 권고를 수락하였고, 토머스 제퍼슨과 제임스 매디슨 등 전 대통령의 지지를 받았다. 대통령 선거 결과 크로퍼드는 앤드루 잭슨(일반 투표 153,544 표, 선거인단 99명), 존 퀸시 애덤스(일반 투표 108,740표, 선거인단 84명)에 이어 3번째 득표(일반 투표 46,618표, 선거인단 41명)를 기록함으로써 결국 하원에서 결선 투표에서 승리한 애덤스가 대통령에 선출되었다. 그는 크로퍼드에게 재무장관의 재임을 요청했다. 그러나 크로퍼드는 이 신청을 거절하고, 조지아 고등 법원 판사에 취임하라는 요청을 받고 재무 장관을 사임했다.

## 말년
크로퍼드는 이후 10년 내내 활발하게 판사를 역임하였고, 1834년에 조지아주 오글소프 카운티 크로퍼드에서 사망했다. 크로퍼드의 시신은 크로터드 시의 크로퍼드 묘지에 매장되었다. 크로퍼드의 사후 그 업적을 기려 인디애나주 크로퍼드빌, 일리노이주 크로퍼드 카운티, 미주리주 크로퍼드 카운티, 아칸소주 크로퍼드 카운티, 조지아주 크로퍼드 카운티에 크로퍼드의 이름이 붙었다.

## 역대 선거 결과
| 선거명      | 직책명                       | 대수 | 정당       | 득표율  | 득표수 (선거인단)      | 결과 | 당락                   |
| ----------- | ---------------------------- | ---- | ---------- | ------- | ---------------------- | ---- | ---------------------- |
| 1800년 선거 | 하원의원 (조지아 광역선거구) | 7대  | 민주공화당 | 0.36%   | 140표                  | 8위  | 낙선                   |
| 1807년 선거 | 상원의원 (조지아 제2부)      | 10대 | 민주공화당 | 68.61%  | 59표                   | 1위  | 조지아주 상원의원 당선 |
| 1810년 선거 | 상원의원 (조지아 제2부)      | 13대 | 민주공화당 | 100.00% | 1표                    | 1위  | 조지아주 상원의원 당선 |
| 1824년 선거 | 미국의 대통령                | 6대  | 민주공화당 | 11.24%  | 40,900표 (41명) (54표) | 3위  | 낙선                   |

## 참고 자료
- Garraty, John A. and Mark C. Carnes. American National Biography, vol. 5, "Crawford, William Harris". New York : Oxford University Press, 1999.
- Mooney, Chase. William H. Crawford, 1772-1834. Lexington: University Press of Kentucky, 1974.